# سكة حديدية تحت الأرض (مسلسل قصير)
سكة حديدية تحت الأرض هو مسلسل تاريخي فنتازيا محدود من إخراج باري جينكينز مبني على رواية تحمل نفس الاسم للكاتب كولسون وايتهيد.تم عرض المسلسل على برايم فيديو في 14 مايو 2021.

## روابط خارجية
سكة حديدية تحت الأرض (مسلسل قصير) على موقع IMDb (الإنجليزية)
- سكة حديدية تحت الأرض (مسلسل قصير) على موقع ميتاكريتيك (الإنجليزية)
- سكة حديدية تحت الأرض (مسلسل قصير) على موقع روتن توميتوز (الإنجليزية)
- سكة حديدية تحت الأرض (مسلسل قصير) على موقع ألو سيني (الفرنسية)
- سكة حديدية تحت الأرض (مسلسل قصير) على موقع قاعدة بيانات الفيلم (الإنجليزية)